# Río Krka (Eslovenia)
El río Krka (en alemán: Gurk) es un río ubicado en la región de Baja Carniola en Eslovenia. Tiene una longitud aproximada de 111 km. 
Nace en Gradiček cerca del pueblo de Krka a 10 km de Ivančna Gorica y a 25 km del sureste de Liubliana, antes de seguir hacia el sureste y desembocar en el Sava en Brežice cerca de la frontera con Croacia. La ciudad más importante ubicada en el Krka es Novo mesto.
- Datos: Q1126509
- Multimedia: Krka (Sava) / Q1126509